# ツェレ

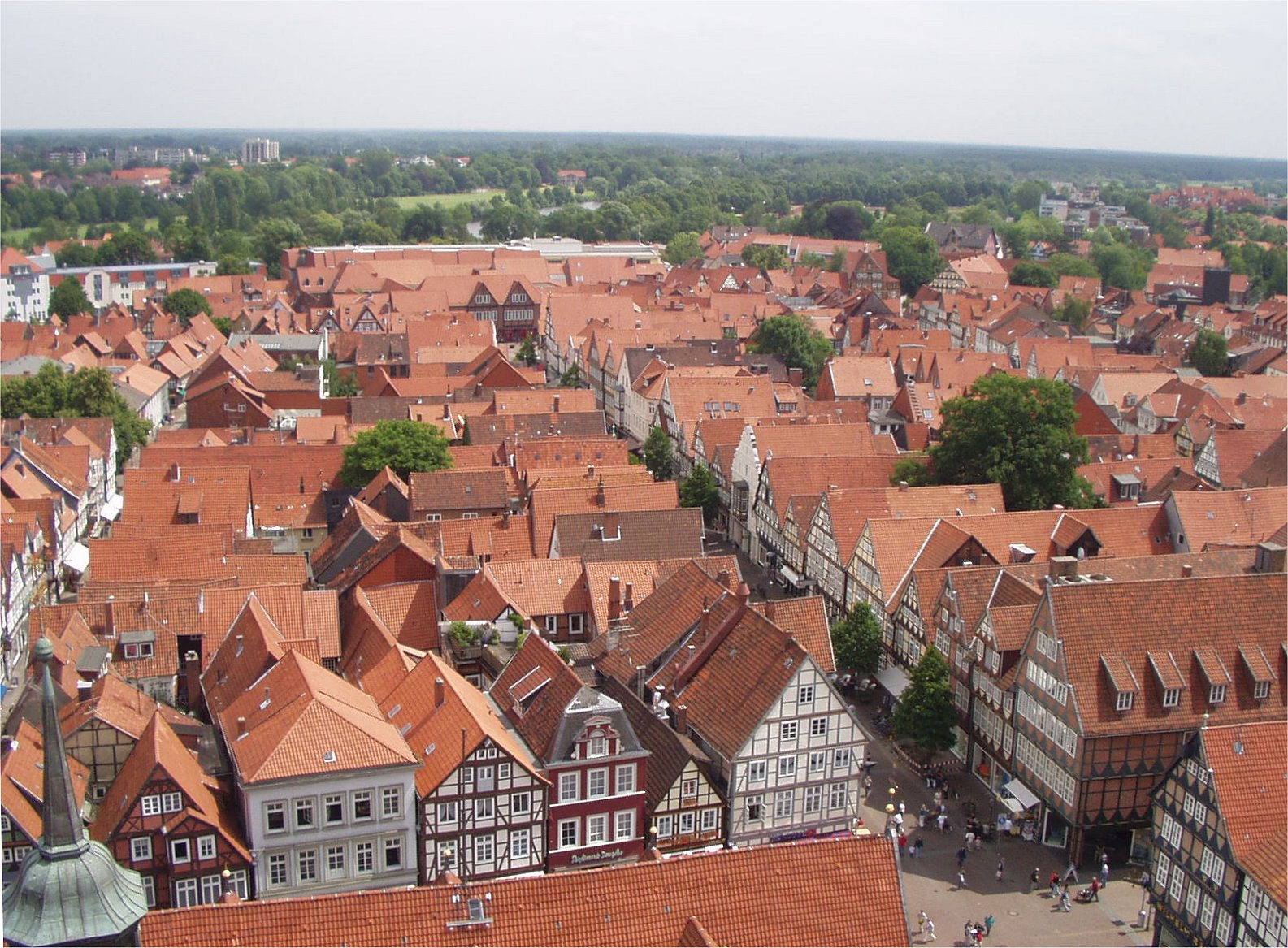
ツェレの街

ツェレ（Celle）はドイツ連邦共和国のニーダーザクセン州に属する都市でツェレ郡（Landkreis Celle）の郡機関所在市（Kreisstadt）。人口は約7万人（2010年12月末）。ヴェーザー川の支流アラー川が街を流れる。北ドイツの真珠と呼ばれる。その美称に恥じない木骨造家屋（Fachwerkhaus；「ハーフティンバー家屋」「ティンバーフレーミング家屋」とも言う）の愛らしい街並みのほか、その面の愛好家にとっては特別なニーダーザクセン州馬飼育場（Niedersächsisches Landgestüt）や欧州最大級の蘭栽培施設（Orchideenzuchtanlage）も存在する。

## 歴史
ツェレが最初に現存する文書に登場するのは986年のことである。当時は Kellu、Kiellu、後には Zhele、Zelle などと記された。これに関連する語はドイツあるいはオランダの諸地方で「水路」「川床」「沼」「湿地」「洞窟」「湾」「川の深い場所」「小さな穴」などを意味する語として地名等に使われていた。11世紀に入ると、街は独自の硬貨を鋳造し、流通させる権利を有していた。1292年リューネブルク公オットー厳格公はアラー川 30 km上流にあった城と町を現在の地に移した。こちらの方が関税徴収と商取引に好都合であったからである。1301年リューネブルクの都市法を授与された。市壁内の土地は縦450 m、横 250 m の広さの長方形であった。歳の市開催広場、市教会、学校が設置された。経済的には穀物を扱う船舶輸送といかだ流しが重要な産業であった。
1378年リューネブルク侯領の首都になった。しかし、1705年、リューネブルク侯領とカレンベルク侯領が統合、ハノーファー選帝侯領が誕生すると首都はハノーファーに移転した。
近郊のシトー会ヴィーンハウゼン女子修道院 （Zisterzienserinnenkloster Wienhausen bei Celle；1221年設立）は中世において、周辺の貴族や近隣の都市貴族出身の女性が居住していたが、13・14世紀、黄金伝説に基づくトマス伝説や聖エリーザベトあるいは聖アンナの生涯を描いた宗教的な刺繡絨毯（Stickteppich）ばかりでなく、トリスタンとイゾルデのような世俗的なモチーフをあしらった刺繡絨毯（13世紀）も制作された。

## 姉妹都市
- チェッレ・リーグレ、イタリア
- ムードン、フランス
- ハメーンリンナ、フィンランド
- クヴェードリンブルク、ドイツ
- タヴィストック、イギリス
- タルサ、オクラホマ州、アメリカ合衆国
- スームィ、ウクライナ
- en:Mazkeret Batya、イスラエル
- ホルベーク、デンマーク
- クフィジン、ポーランド
- チュメニ、ロシア

## 出身もしくはゆかりのある人物
- クリスチャン・オリヴァー - 俳優
- ローラント・フライスラー - 法律家
- ダスティン・ブラウン - テニス選手
- ハンフリート・ミュラー - 福音主義神学者